# Вернер III фон Хомберг
Вернер III фон Хомберг, нар. Вернли (на немски: Werner III von Homberg; Wernli; * 1316 † 30 март/22 септември 1323 или сл. 25 май 1323) от род Фробург, е граф на Хомберг (1320 – 1323) в кантон Берн, Швейцария. Той е последен представител на клона Ной-Хомберг.

## Биография
Той е единствен син на минезингер граф Вернер II фон Хомберг (1284 – 1320) и съпругата му графиня Мария фон Йотинген († 1369), вдовица на доведения му дядо граф Рудолф III фон Хабсбург-Лауфенбург († 22 януари 1315), господар на Раперсвил († 1315), дъщеря на граф Фридрих I фон Йотинген († 1311/1313) и Елизабет фон Дорнберг († 1309/1311).
Майка му Мария фон Йотинген се омъжва трети път пр. 18 февруари 1326 г. за маркграф Рудолф IV фон Баден († 1348) и като вдовица става цистерцианка в манастир Лихтентал. Той е полубрат на маркграфовете на Баден Фридрих III (1327 – 1353) и Рудолф V († 1361).
Ок. 1250 г. фамилията Фробург се разделя на линиите Ной-Хомберг, Валденбург и Цофинген.
Вернер III фон Хомберг умира неженен през 1323 г.